# 芳村伊四郎
芳村 伊四郎（よしむら いしろう）は、長唄唄方の名跡。
芳村伊三郎、芳村伊十郎の前名として用いられる事が多い。

## 初代
後の3代目芳村伊三郎。

## 4代目
後の6代目芳村伊三郎。

## 5代目
後の6代目芳村伊十郎。

## 6代目
後の7代目芳村伊三郎。

## 9代目
後の7代目芳村伊十郎。

## 11代目
（昭和20年（1945年）9月9日 - ）本名は太田孝彦。
京都府京都市の生まれ、7代目芳村伊十郎の次男。1958年から杵屋六寒次、菊岡裕晃、今藤綾子、稀音家三郎助に師事。1967年に「鯉水会」で3代目芳村辰三郎の名で初舞台。1968年に東京芸術大学音楽学部卒業。1978年に11代目伊四郎を襲名。